# Sampogrétinga
Sampogrétinga est un village situé dans le département de Doulougou de la province du Bazèga dans la région du Centre-Sud au Burkina Faso.

## Géographie
Sampogretinga est situé à l'est du Chef lieu de la commune de doulougou sur l'axe Doulougou kombissiri.
Ses voisins sont le village de Poedogo à l'ouest, les villages de Douré et guidgretinga au sud, les villages de Yougritenga et Seologhin à l'Est et le village de Toundou de la commune de Saponé. 
Il est à 2 km du chef-lieu de la commune et à 18 km de Kombissiri.

## Économie
Les activités économiques du village de Sampogretinga  sont l'agriculture, l'élevage et le maraîchage.
On note aussi quelques petits points de commerces au bord de la route départementale qui traverse le village. Ses points de commerces sont : À la limite Poedogo-Sampogretinga on rencontre le maquis de Monami ou inondent tout autour des restauratrices et dolotieres semi permanents.
Au centre du village sur la voie menant à Yougritenga , on rencontre la boutique de Denis, et le kiosque de François.
Certaines femmes mènent des activités génératrices de revenus notamment la transformation et la vente des produits forestiers non ligneux (soumbala, beurre de karité, etc.).
Les récoltes des jardins, les volailles et le bétail sont vendus dans les marchés de Doulougou, Ipelcé et Kombissiri.

## Santé et éducation
Le centre de soins le plus proche de Sampogrétinga est le centre de santé et de promotion sociale (CSPS) de Doulougou.
Une  école primaire publique ouverte en 1995 et normalisée à six classes en 2006 assure la formation des jeunes enfants. Le village ne dispose pas de collège. 

## Culture
Sampogretinga est un village culturel. On y trouve des troupes culturelles, warba, dodo, yolongo...
La toute dernière manifestation culturelle date de 2010 et s'est déroulée durant trois jours sous le parrainage du chef de canton de Doulougou, sa Majesté Naba Sanem. A cette occasion il y eut de compétitions en musiques traditionnelles et de jeux traditionnels .
Sampogretinga est connu surtout par la pratique de gnognoré des habitants de son quartier gnognossin.